# Опухлики-2
Опухлики-2 — деревня в Невельском районе Псковской области. Входит в состав Голубоозёрской волости.
Расположена в 20 километрах к северо-востоку от районного центра, города Невеля, и в 3 км к юго-востоку от волостного центра, деревни Опухлики. 
Ранее здесь дислоцировалась военная часть со складами боеприпасов для устаревших артиллерийских систем: она была выведена весной 2012 года со всем имуществом и личным составом.
Численность населения деревни в 2000 году составляла 90 человек, в 2011 году — 123 человека.